# ذولف
ذَولَف (الاسم العلمي: Griffinia)، جنس نباتات عشبية دوفصية من فصيلة النرجسية. مهدها البرازيل. تضم 21 نوعًا وجُنيسان.

## الأنواع
من أنواعه:
- ذولف جوثني